# Superposition (Physik)
Unter Superposition versteht man in der klassischen Physik eine Addition gleicher physikalischer Größen gemäß den Regeln einer Superposition in der Mathematik. In der Quantenmechanik bezeichnet dies einen Zustand, der eine Kombination mehrerer Wellenfunktionen darstellt. Das Prinzip lässt sich in vielen Bereichen der Physik und für verschiedene Größen nutzen. So werden etwa in der linearen Optik und Akustik die Amplituden mehrerer kohärenter Wellenfelder an einem Ort addiert, um Interferenzmuster zu erklären. Bei verschiedenen Kraftfeldern wird die Gesamtkraft an einem Ort durch Addition der Einzelkräfte ermittelt.
Gemäß dem Superpositionsprinzip lassen sich komplizierte Lösungen von linearen algebraischen oder Differentialgleichungen oft als eine Superposition einfacher Lösungen darstellen. Das Prinzip setzt lineare Beziehungen für die zu überlagernden Größen voraus. Bei nicht-linearen Theorien wie etwa der Allgemeinen Relativitätstheorie ist es nicht anwendbar.
Werden anstelle der physikalischen Größen deren Quadrate (oder Betragsquadrate) addiert, wie z. B. bei der Ermittlung der Intensität in superponierten Wellenfeldern, im Fehlerfortpflanzungsgesetz oder der Standardabweichung für das Ergebnis einer Messreihe, spricht man nicht von Superposition, sondern von inkohärenter Überlagerung oder Pythagoreischer Addition.

## Mathematischer Hintergrund
Mathematisch lässt sich eine Superposition als Linearkombination
{\displaystyle x(t)=\sum _{i=1}^{n}{\alpha _{i}x_{i}(t)}}
darstellen. Die Summenformel sagt aus, dass beliebige Funktionen oder Größen {\displaystyle x_{i}(t)} derselben Art zu einer neuen Größe {\displaystyle x(t)} addiert werden können. Der Faktor {\displaystyle \alpha _{i}} gibt die Gewichtung der jeweiligen Komponente an.
Die Gültigkeit des Prinzips bei vielen physikalischen Systemen ist eine Folge der Tatsache, dass sie linearen Differentialgleichungen gehorchen. Besitzt eine homogene lineare Differentialgleichung die beiden Lösungen {\displaystyle f_{1}} und {\displaystyle f_{2}}, so ist aufgrund der Summenregel auch ihre Summe {\displaystyle f_{1}+f_{2}} eine Lösung. Allgemein formuliert ergibt sich:
Sind {\displaystyle f_{1}} bis {\displaystyle f_{n}} Lösungen einer homogenen linearen Differentialgleichung, dann ist auch jede Summe dieser Lösungen eine Lösung der Differentialgleichung.

## Wellenlehre

Zwei Wellen durchdringen einander, ohne sich zu beeinflussen.

In der Wellenlehre bedeutet Superposition die ungestörte Überlagerung (Interferenz) mehrerer Wellen des gleichen Typs. Die relevante Größe der Überlagerung ist die Amplitude (die „Höhe“) der einzelnen Wellen. So können sich beispielsweise mehrere elektromagnetische Wellen gegenseitig überlagern, wodurch sich ihre Amplituden zur gleichen Zeit an manchen Punkten gegenseitig verstärken und an anderen gegenseitig abschwächen.
Der daraus resultierende Amplitudenverlauf wirkt jedoch – von möglichen Energieverlusten abgesehen – nicht auf die ihm zugrunde liegenden einzelnen Amplitudenverläufe zurück. Er ist lediglich das Gesamtergebnis der „übereinander gelegten“ Einzelverläufe.
Die Wellen durchqueren einander also, ohne sich gegenseitig zu beeinflussen. Sie beeinflussen lediglich ihr Ausbreitungsmedium.
Mathematisch ergibt sich für die resultierende Wellenfunktion {\displaystyle \Psi ({\vec {x}},t)} der Zusammenhang
{\displaystyle \Psi ({\vec {x}},t)=\sum _{i=1}^{n}\Psi _{i}({\vec {x}},t)},
wobei die {\displaystyle \Psi _{i}({\vec {x}},t)} die Wellenfunktionen der ursprünglichen einzelnen Wellen sind.

## Klassische Mechanik

### Kräfte

Überlagerung zweier Kräfte

Mechanische Kräfte lassen sich ebenfalls überlagern. Man spricht in diesem Zusammenhang auch vom Prinzip der ungestörten Überlagerung der Kräfte, Prinzip der resultierenden Kraft oder vom Vierten newtonschen Gesetz.
Mathematisch formuliert ergibt sich der Zusammenhang
{\displaystyle {\vec {F}}=\sum _{i=1}^{n}{\vec {F}}_{i}}.
Dieser Ausdruck besagt, dass verschiedene Kräfte, die alle einzeln auf den gleichen Körper wirken, dasselbe bewirken, als würde lediglich ihre Summe auf den Körper wirken.
Als Beispiel lässt sich das Schieben einer Kiste anführen: Es spielt im Hinblick auf das Endergebnis keine Rolle, ob eine Kiste erst nach vorne und dann nach links oder ob sie direkt schräg nach links-vorne geschoben wird.

### Lastfälle
Mehrere Lastfälle lassen sich überlagern, jedoch bei nichtlinearen Problemen, beispielsweise in der (linearisierten) Theorie II. Ordnung ist dies nicht einfach durch Addition der einzelnen Kräfte der jeweiligen Lastfälle möglich, sondern erfordert eine Neuermittlung der Schnittgrößen unter Einwirkung sämtlicher Belastungen, da die Kräfte sich umlagern, als auch eine Verweichung (oder Versteifung) des Systems in der verformten Lage vorliegt. In der Theorie II. Ordnung, haben Belastungen auch einen Systemcharakter, da die Steifigkeiten insbesondere von der Normalkraft abhängen.

## Quantenmechanik
In der Quantenmechanik ist Superposition die Fähigkeit eines Quantensystems, einen gemischten Zustand anzunehmen, in dem mehrere andere Zustände mit bestimmten komplexen Amplitudenfaktoren kombiniert sind. Das wird umgangssprachlich oft so dargestellt, dass eine Observable des Systems gleichzeitig mit mehreren Werten vorliegen kann, von denen sich erst bei einer Messung ein einziger als real herausstellt. Als Beispiel wird häufig Schrödingers Katze angeführt, die bis zu einer Messung gleichzeitig teilweise tot und lebendig ist.
Die Superposition ist vergleichbar mit der Überlagerung der Amplituden aus der klassischen Wellenlehre, da quantenmechanische Zustände ebenfalls durch Wellenfunktionen beschrieben werden können. Zu beachten ist hierbei jedoch, dass im Gegensatz zu den klassischen Wellen den Werten der quantenmechanischen Wellenfunktionen selbst noch keine Bedeutung in der beobachtbaren Welt zugeschrieben wird. 
Die Superposition kann auch als Linearkombination verschiedener Vektoren verstanden werden. Mathematisch wird dies in der Bra-Ket-Notation durch
{\displaystyle |\psi \rangle =\sum \limits _{i=1}^{n}c_{i}|\varphi _{i}\rangle }
ausgedrückt. Diese Gleichung sagt aus, dass sich der Zustand {\displaystyle |\psi \rangle } durch eine Überlagerung der Zustände {\displaystyle |\varphi _{i}\rangle } mit komplexen Koeffizienten {\displaystyle c_{i}} beschreiben lässt. Er wird daher auch Überlagerungszustand genannt. Sind diese {\displaystyle |\varphi _{i}\rangle } alle orthogonal zueinander (und normiert), so geben die Betragsquadrate {\displaystyle |c_{i}|^{2}} der Wahrscheinlichkeitsamplituden {\displaystyle c_{i}} die Wahrscheinlichkeit dafür an, das Quantensystem im Zustand {\displaystyle |\varphi _{i}\rangle } vorzufinden, wenn eine entsprechende Messung durchgeführt wird.
In der Informatik hat das Konzept der Überlagerung wichtige Auswirkungen auf die Art, wie Quantencomputer Daten verarbeiten und speichern (siehe Qubit). Die Superposition ermöglicht es, durch Anwendung einer Quantenrechenoperation auf einen Überlagerungszustand, diese Operation simultan an allen überlagerten Teilzuständen durchzuführen.

## Thermodynamik

Superpositionsprinzip bei einem transienten Erwärmungsvorgang

Das Superpositionsprinzip wird in der Thermodynamik zur Berechnung von transienten Erwärmungsvorgängen angewandt. Überlagert werden dabei alle Prozesse, die zur Wärmeabfuhr und -zufuhr beitragen. Man kann so beispielsweise die Temperatur eines Leistungshalbleiters zu einem gewissen Zeitpunkt {\displaystyle t} bestimmen, wenn ein Leistungsimpuls auf dieses Bauteil gewirkt hat.
Im nebenstehenden Beispiel wirkt vom Zeitpunkt {\displaystyle t=0} bis {\displaystyle t=t_{1}} eine Leistung, was eine Erwärmung des Bauteils bewirkt. Die Temperatur steigt nach einer Exponentialfunktion an (rote Kurve):
{\displaystyle \Delta T=k\,\left(1-e^{-{\frac {t}{t_{1}}}}\right)}.
Um nun die Temperatur des Bauteils nach dem Ende der Erwärmung zu ermitteln, lässt man den Leistungsimpuls fortwirken und setzt zum Erwärmungsende einen gleich großen negativen Leistungsimpuls an. Daraus resultiert eine „negative“ Erwärmungskurve (grüne Kurve). Die Summe der beiden Erwärmungskurven ergibt dann die Abkühlfunktion (blaue Kurve).

## Elektrotechnik
In der Elektrotechnik versteht man unter Überlagerungssatz das Überlagerungsverfahren nach Helmholtz. Es ist ein vereinfachtes Verfahren zur Berechnung linearer elektrischer Schaltungen mit mehreren Spannungs- und/oder Stromquellen. Der Überlagerungssatz besagt, dass die Berechnung für jede Quelle getrennt erfolgen kann, wobei alle anderen (idealen) Quellen auf den Wert Null gesetzt werden. Spannungsquellen werden dabei durch Kurzschlüsse ersetzt (0 V) und Stromquellen durch Unterbrechungen (0 A), die Innenwiderstände der Quellen verbleiben jedoch in der Schaltung. Am Schluss erfolgt die lineare Überlagerung durch vorzeichenrichtige Addition der errechneten Teilergebnisse.
Ursprünglich wurde der Überlagerungssatz nur für Gleichstrom bzw. Gleichspannung formuliert. Seine Gültigkeit wird jedoch im Rahmen der komplexen Wechselstromrechnung auch auf Wechselstrom und Wechselspannung übertragen. Durch Anwendung der Operatorenrechnung, beispielsweise der Laplace-Transformation, ist er sogar für beliebige Signalformen gültig. Generell gilt der Überlagerungssatz aber nur für Schaltungen aus linearen Bauelementen.